# گوشت یعنی قتل
گوشت یعنی قتل (به انگلیسی: Meat Is Murder) دومین آلبوم گروه آلترنیتیو راک انگلیسی اسمیتز است. این آلبوم در فوریه ۱۹۸۵ به بازار موسیقی عرضه شد و بلافاصله در صدر جدول موسیقی آلبوم‌های بریتانیا نشست (رتبهٔ ۱) و پس از آن ۱۳ هفته در جدول برترین‌ها باقی ماند. گوشت یعنی قتل تنها آلبوم گروه بود که در زمان با هم‌بودن اسمیتز به این جایگاه نخست دست پیدا کرد. آلبوم در کانادا به جایگاه ۴۰ و در آمریکا به جایگاه ۱۱۰ رضایت داد.
در سال ۲۰۰۳، گوشت یعنی قتل در لیست ۵۰۰ آلبوم برتر تمام اعصار رولینگ استون در رتبهٔ ۲۹۶ جا گرفت.

## فهرست ترانه‌ها
متن همهٔ ترانه‌ها توسط موریسی نوشته و موسیقی همهٔ آنها توسط جانی مار ساخته شده‌است.
| شماره      | نام                                         | عنوان اصلی                    | مدت   |
| ---------- | ------------------------------------------- | ----------------------------- | ----- |
| ۱.         | «مراسم مدیر مدرسه»                          | The Headmaster Ritual         | ۰۴:۵۲ |
| ۲.         | «لوطی‌های راشولم»                            | Rusholme Ruffians             | ۰۴:۲۰ |
| ۳.         | «من اونی رو می‌خوام که نمی‌تونم مال خودم کنم» | I Want the One I Can't Have   | ۰۳:۱۴ |
| ۴.         | «حرفی که اون دختر زد»                       | What She Said                 | ۰۲:۴۲ |
| ۵.         | «اون شوخی دیگه خنده‌دار نیست»                | That Joke Isn't Funny Anymore | ۰۴:۵۹ |
| ۶.         | «ناکجاآباد خیلی سریع»                       | Nowhere Fast                  | ۰۲:۳۷ |
| ۷.         | «دارم فکر می‌کنم»                            | Well I Wonder                 | ۰۴:۰۰ |
| ۸.         | «بربریت از خونهٔ آدم شروع می‌شه»              | Barbarism Begins at Home      | ۰۶:۵۷ |
| ۹.         | «گوشت یعنی قتل»                             | Meat Is Murder                | ۰۶:۰۶ |
| مجموع مدت: | مجموع مدت:                                  | مجموع مدت:                    | ۳۹:۴۸ |